# Chiềng Đông, Tuần Giáo
Chiềng Đông là một xã thuộc huyện Tuần Giáo, tỉnh Điện Biên, Việt Nam.

## Địa lý
Xã Chiềng Đông nằm ở phía nam huyện Tuần Giáo, có vị trí địa lý:
- Phía đông giáp xã Tênh Phông
- Phía tây giáp huyện Mường Ảng
- Phía nam giáp huyện Mường Ảng
- Phía bắc giáp xã Chiềng Sinh và xã Nà Sáy.

Xã Chiềng Đông có diện tích 38,35 km², dân số năm 2022 là 5.813 người, mật độ dân số đạt 151 người/km².

## Hành chính
Xã Chiềng Đông được chia thành 10 bản: Bó, Chăn, Cộng, Hua Chăn, Hua Nạ, Nôm, Phang, Vánh I, Vánh II, Vánh III.

## Lịch sử
Ngày 25 tháng 8 năm 2012, Chính phủ ban hành Nghị quyết số 45/NQ-CP về việc thành lập xã Chiềng Đông trên cơ sở điều chỉnh 3.898,0 ha diện tích tự nhiên với 4.997 người và 13 bản: Pom Sinh, Pú Biếng, Vánh II, Vánh III, Bình Minh, Phang, Cộng I, Bản Cộng II, Bó, Nôm, Chăn, Hua Nạ, Hua Chăn của xã Chiềng Sinh.
Ngày 6 tháng 12 năm 2019, HĐND tỉnh Điện Biên ban hành Nghị quyết số 148/NQ-HĐND về việc:
- Thành lập Bản Cộng trên cơ sở Bản Cọng I và Bản Cộng II.
- Thành lập Bản Vánh I trên cơ sở bản Pú Biếng và bản Pom Sinh.
- Sáp nhập một phần của Bản Vánh III vào Bản Vánh II.
- Sáp nhập bản Bình Minh vào phần còn lại của Bản Vánh III.